# Vladimír Terš
Vladimír Terš (6. května 1920 Brno-Tuřany – 31. srpna 2010 Opava) byl český akademický malíř a restaurátor, nositel ceny "Artis Bohemiae Amicis" Ministra kultury České republiky za celoživotní dílo.

## Život
Vyučil se fotografem, po skončení II. světové války se přihlásil na Akademii výtvarných umění v Praze, obor restaurátorství. Během studií projevil výrazný talent, díky němuž získal stipendium na Akademii výtvarných umění v Paříži.
V roce 1951 objevil a odkryl v Českém Krumlově významné renesanční fresky na měšťanském domě známého jihočeského rybníkáře Jakuba Krčína z Jelčan. V Českých Budějovicích restauroval malby na několika měšťanských domech a velkou fresku na věži radnice. Na zámku v Bechyni restauroval 12 obrazů s portréty českých králů, v Praze pak objevil a restauroval gotické nápisy v Betlémské kapli.
V roce 1954 na vyzvání svého profesora Bohuslava Slánského na Akademii výtvarných umění se rozhodl přejít z Prahy do Slezska na Opavsko, aby pomohl ve válce zničeném pohraničí. V Opavě už zůstal po zbývající část svého života. Ve zdejším kostele svatého Václava objevil a také zachránil významné gotické malby – legendu Jana Křtitele a prvomučedníka Štěpána s nejstarším signovaných „Autoportrétem“ Nicolaus pictor. Tyto středověké malby byly navrženy na zápis do knihy památek UNESCO.
Jako restaurátor pracoval na různých místech Moravy, podílel se jako vedoucí prací při restaurování Slovanské epopeje Alfonse Muchy. Pracoval jako restaurátor také na Slovensku, ve Francii, Německu, Anglii a ve Spojených státech amerických. Byl objevitelem nejen uměleckých děl samotných, která byla mnohdy v dezolátním stavu, ale často i metody způsobu technologie jejich záchrany.
O akademickém malíři a restaurátorovi Vladimíru Teršovi zpracovala Česká televize dokument pod názvem Moje obrazy jsou dílem staletí.
Akademický malíř a restaurátor Vladimír Terš za své celoživotní dílo a zcela mimořádný přínos do pokladnice výtvarného umění a záchranu pokladů našeho národního kulturního dědictví obdržel 23. srpna 2010 Cenu ministra kultury - medaili Artis Bohemiae Amicis. Zemřel 31. srpna 2010 v Opavě, kde je i pochován na místním městském hřbitově.